# Japan Post
Japan Post (日本郵政公社, Nippon Yūsei Kōsha) était le service postal public du Japon. La structure de l'entreprise a été modifiée le 1er octobre 2007 pour être remplacée par Japan Post Holdings.